# سویق
آرد تفت داده شده حبوبات و غلات
سویق، آرد تفت داده شده و بو داده شده ی غلات کامل(گندم.جو.برنج ) و همچنین حبوبات (نخود.عدس.لوبیا)را سویق گویند . که در پیشگیری و کمک به درمان بیماری های شایعی چون پوکی استخوان و کم خونی و دیابت و چاقی و ناراحتی های سیستم گوارشی بسیار موثر است . و مصرف سویق برای تقویت سیستم ایمنی بدن و رفع سو تغذیه و شادابی پوست و رویش مو و رشد در تمام سنین توصیه می‌شود .                                                                             

## ریشه کلمه
کلمه «سویق» یا «صویق»، عربی است که در فارسی قدیم به آن «پِست / پَست» می‌گفته‌اند. در کتاب «ذخیره خوارزمشاهی» که در اوایل قرن ششم هجری و به زبان فارسی در طب نوشته شده، از همین واژه فارسی استفاده شده‌است.